# Saison 2015-2016 des Grizzlies de Memphis
La saison 2015-2016 des Grizzlies de Memphis est la 21e saison de la franchise en National Basketball Association (NBA) et la 15e saison dans la ville de Memphis.

## Draft
| Tour | Choix | Joueur        | Poste | Nationalité | Provenance    |
| ---- | ----- | ------------- | ----- | ----------- | ------------- |
| 1    | 25    | Jarell Martin | PF    | États-Unis  | Tigers de LSU |

## Matchs

### Pré-saison
| Pré-saison Total: 6-1 (Domicile : 4-0 ; Extérieur : 2-1) |

| Match | Date match | Équipe        | Score   | Meilleur marqueur   | Meilleur rebondeur  | Meilleur passeur   | Lieux Spectateurs           | Série |
| ----- | ---------- | ------------- | ------- | ------------------- | ------------------- | ------------------ | --------------------------- | ----- |
| 1     | 6 octobre  | Houston       | V 92-89 | Russ Smith (12)     | Marc Gasol (8)      | JaMychal Green (3) | FedExForum 12 826           | 1 - 0 |
| 2     | 8 octobre  | Maccabi Haïfa | V 97-84 | Marc Gasol (23)     | Brandan Wright (9)  | 4 joueurs (3)      | FedExForum 12 171           | 2 - 0 |
| 3     | 12 octobre | @ Cleveland   | V 91-81 | Zach Randolph (14)  | Courtney Lee (6)    | Mike Conley (9)    | Schottenstein Center 18 073 | 3 - 0 |
| 4     | 16 octobre | Oklahoma City | V 94-78 | Ryan Hollins (16)   | Jarnell Stokes (10) | Green, Smith (4)   | FedExForum 14 996           | 4 - 0 |
| 5     | 18 octobre | Minnesota     | V 90-68 | Courtney Lee (18)   | Marc Gasol (8)      | Russ Smith (4)     | FedExForum 13 387           | 5 - 0 |
| 6     | 21 octobre | @ Atlanta     | 82–81   | Zach Randolph (19)  | Zach Randolph (13)  | Mike Conley (5)    | Philips Arena 11,273        | 6 - 0 |
| 7     | 23 octobre | @ Orlando     | 76–86   | Brandan Wright (11) | Stokes, Wright (9)  | Jeff Green (4)     | Amway Center 12,155         | 6 - 1 |

### Saison régulière
| Saison régulière Total: 0-0 (Domicile : 0-0 ; Extérieur : 0-0) |

| Match | Date match | Équipe    | Score | Meilleur marqueur | Meilleur rebondeur | Meilleur passeur | Lieux Spectateurs       | Série |
| ----- | ---------- | --------- | ----- | ----------------- | ------------------ | ---------------- | ----------------------- | ----- |
| 1     | 29 octobre | Cleveland |       |                   |                    |                  | FedExForum              | -     |
| 2     | 30 octobre | @ Indiana |       |                   |                    |                  | Bankers Life Fieldhouse | -     |

### Playoffs
| Playoffs Total: 0-4 (Domicile : 0-2 ; Extérieur : 0-2) |

| Match | Date match | Équipe        | Score    | Meilleur marqueur     | Meilleur rebondeur    | Meilleur passeur   | Lieux Spectateurs  | Série |
| ----- | ---------- | ------------- | -------- | --------------------- | --------------------- | ------------------ | ------------------ | ----- |
| 1     | 17 avril   | @ San Antonio | D 74-106 | Vince Carter (16)     | Chris Andersen (9)    | Xavier Munford (4) | AT&T Center 18 418 | 0 - 1 |
| 2     | 19 avril   | @ San Antonio | D 68-94  | Tony Allen (12)       | Zach Randolph (12)    | Zach Randolph (3)  | AT&T Center 18 418 | 0 - 2 |
| 3     | 22 avril   | San Antonio   | D 87-96  | Zach Randolph (20)    | Barnes, Randolph (11) | Jordan Farmar (6)  | FedExForum 18 119  | 0 - 3 |
| 4     | 24 avril   | San Antonio   | D 95-116 | Lance Stephenson (26) | Barnes, Randolph (7)  | Jordan Farmar (5)  | FedExForum 18 119  | 0 - 4 |

## Confrontations
| Conférence Est      | Conférence Est                               | Conférence Est                               | Conférence Ouest                             | Conférence Ouest                             | Conférence Ouest                             | Conférence Ouest                             | Conférence Ouest                             |
| Division Atlantique | Division Atlantique                          | Division Atlantique                          | Division Nord-Ouest                          | Division Nord-Ouest                          | Division Nord-Ouest                          | Division Nord-Ouest                          | Division Nord-Ouest                          |
| Équipe              | Domicile                                     | Extérieur                                    | Équipe                                       | Domicile                                     | Domicile                                     | Extérieur                                    | Extérieur                                    |
| ------------------- | -------------------------------------------- | -------------------------------------------- | -------------------------------------------- | -------------------------------------------- | -------------------------------------------- | -------------------------------------------- | -------------------------------------------- |
| Boston              | 101-98                                       | 96-116                                       | Denver                                       | 91-84                                        | 105-109                                      | 102-101                                      | 103-96                                       |
| Brooklyn            | 101-91                                       | 109-90                                       | Minnesota                                    | 109-104                                      | 108-114                                      | 114-106                                      | 101-106                                      |
| New York            | 103-95                                       | 91-85                                        | Oklahoma City                                | 122-114                                      | 88-125                                       | 94-112                                       |                                              |
| Philadelphie        | 92-84                                        | 104-90                                       | Portland                                     | 101-100                                      | 106-112 (OT)                                 | 96-115                                       | 91-78                                        |
| Toronto             | 95-99                                        | 85-98                                        | Utah                                         | 94-88                                        |                                              | 79-89                                        | 87-92 (OT)                                   |
|                     | 4–1                                          | 3–2                                          |                                              | 5–4                                          | 5–4                                          | 4–5                                          | 4–5                                          |
| Division            | 7–3                                          | 7–3                                          | Division                                     | 9–9                                          | 9–9                                          | 9–9                                          | 9–9                                          |
| Division Atlantique | Division Atlantique                          | Division Atlantique                          | Division Nord-Ouest                          | Division Nord-Ouest                          | Division Nord-Ouest                          | Division Nord-Ouest                          | Division Nord-Ouest                          |
| Équipe              | Domicile                                     | Extérieur                                    | Équipe                                       | Domicile                                     | Domicile                                     | Extérieur                                    | Extérieur                                    |
| Chicago             | 108-92                                       | 85-98                                        | Golden State                                 | 84-100                                       | 99-100                                       | 69-119                                       | 104-125                                      |
| Cleveland           | 76-106                                       | 106-103                                      | L.A. Clippers                                | 113-102                                      |                                              | 92-94                                        | 84-110                                       |
| Detroit             | 103-101                                      | 93-92                                        | L.A. Lakers                                  | 112-96                                       | 128-119                                      | 112-95                                       | 100-107                                      |
| Indiana             | 96-84                                        | 112-103                                      | Phoenix                                      | 95-93                                        | 100-109                                      | 106-111                                      | 103-97                                       |
| Milwaukee           | 103-83                                       | 86-96                                        | Sacramento                                   | 121-117                                      | 104-98                                       | 103-89                                       |                                              |
|                     | 4–1                                          | 3–2                                          |                                              | 6-3                                          | 6-3                                          | 3–6                                          | 3–6                                          |
| Division            | 7–3                                          | 7–3                                          | Division                                     | 9–9                                          | 9–9                                          | 9–9                                          | 9–9                                          |
| Division Sud-Est    | Division Sud-Est                             | Division Sud-Est                             | Division Sud-Ouest                           | Division Sud-Ouest                           | Division Sud-Ouest                           | Division Sud-Ouest                           | Division Sud-Ouest                           |
| Équipe              | Domicile                                     | Extérieur                                    | Équipe                                       | Domicile                                     | Domicile                                     | Extérieur                                    | Extérieur                                    |
| Atlanta             | 101-116                                      | 83-95                                        | Dallas                                       | 110-96                                       | 110-114 (OT)                                 | 88-97                                        | 93-103                                       |
| Charlotte           | 99-123                                       | 92-98                                        | Houston                                      | 96-84                                        | 91-107                                       | 102-93                                       | 81-130                                       |
| Miami               | 99-90 (OT)                                   | 97-100                                       |                                              |                                              |                                              |                                              |                                              |
| Orlando             | 108-102 (OT)                                 | 107-119                                      | New Orleans                                  | 101-99                                       | 121-114 (OT)                                 | 113-104                                      | 110-95                                       |
| Washington          | 112-95                                       | 91-100                                       | San Antonio                                  | 83-103                                       | 87-101                                       | 82-92                                        | 104-110                                      |
|                     | 3–2                                          | 0–5                                          |                                              | 4–4                                          | 4–4                                          | 3–5                                          | 3–5                                          |
| Division            | 3-7                                          | 3-7                                          | Division                                     | 7–9                                          | 7–9                                          | 7–9                                          | 7–9                                          |
| Conférence          | 17–13 (Domicile : 11–4 ; Extérieur : 6–9)    | 17–13 (Domicile : 11–4 ; Extérieur : 6–9)    | Conférence                                   | 25-27 (Domicile : 15–11 ; Extérieur : 10–16) | 25-27 (Domicile : 15–11 ; Extérieur : 10–16) | 25-27 (Domicile : 15–11 ; Extérieur : 10–16) | 25-27 (Domicile : 15–11 ; Extérieur : 10–16) |
| Total               | 42-40 (Domicile : 26–15 ; Extérieur : 16–25) | 42-40 (Domicile : 26–15 ; Extérieur : 16–25) | 42-40 (Domicile : 26–15 ; Extérieur : 16–25) | 42-40 (Domicile : 26–15 ; Extérieur : 16–25) | 42-40 (Domicile : 26–15 ; Extérieur : 16–25) | 42-40 (Domicile : 26–15 ; Extérieur : 16–25) | 42-40 (Domicile : 26–15 ; Extérieur : 16–25) |

## Effectif actuel
| Grizzlies de Memphis Effectif actuel |    |                        |                      |                  |
| Entraîneur : David Joerger           |    |                        |                      |                  |
| Meneur                               | 3  | Drapeau des États-Unis | Jordan Adams         | UCLA             |
| Arrière                              | 9  | Drapeau des États-Unis | Tony Allen           | Oklahoma State   |
| Ailier fort, Pivot                   | 7  | Drapeau des États-Unis | Chris Andersen       | Blinn College    |
| Ailier                               | 22 | Drapeau des États-Unis | Matt Barnes          | UCLA             |
| Arrière, Ailier                      | 15 | Drapeau des États-Unis | Vince Carter         | North Carolina   |
| Meneur                               | 11 | Drapeau des États-Unis | Mike Conley, Jr. (C) | Ohio State       |
| Ailier                               | 8  | Drapeau des États-Unis | James Ennis          | Long Beach       |
| Meneur                               | 4  | Drapeau des États-Unis | Jordan Farmar        | UCLA             |
| Pivot                                | 33 | Drapeau de l'Espagne   | Marc Gasol (C)       | Lausanne CS (TN) |
| Ailier, Ailier fort                  | 0  | Drapeau des États-Unis | JaMychal Green       | Alabama          |
| Arrière, Ailier                      | 19 | Drapeau des États-Unis | P. J. Hairston       | Caroline du Nord |
| Pivot                                | 20 | Drapeau des États-Unis | Ryan Hollins         | UCLA             |
| Ailier fort                          | 10 | Drapeau des États-Unis | Jarell Martin        | Louisiane        |
| Meneur                               | 14 | Drapeau des États-Unis | Xavier Munford       | Rhode Island     |
| Ailier fort                          | 50 | Drapeau des États-Unis | Zach Randolph (C)    | Michigan State   |
| Ailier                               | 1  | Drapeau des États-Unis | Lance Stephenson     | Cincinnati       |
| Ailier fort, Pivot                   | 34 | Drapeau des États-Unis | Brandan Wright       | Caroline du Nord |
| (C) Capitaine - Blessé               |    |                        |                      |                  |

## Contrats et salaires 2015-2016
| Joueur               | Poste      | Âge        | Exp        | Contrat                 | Salaire 2015-2016 | Fin du contrat |
| -------------------- | ---------- | ---------- | ---------- | ----------------------- | ----------------- | -------------- |
| Joueurs actuels      |            |            |            |                         |                   |                |
| Jordan Adams         | SG         | 21         | 1          | 4 213 800 $ sur 3 ans   | 1 404 600 $       | 2018           |
| Tony Allen           | SG         | 33         | 11         | 20 000 001 $ sur 4 ans  | 5 168 539 $       | 2017           |
| Chris Andersen       | PF         | 37         | 13         | 10 375 000 $ sur 2 ans  | 5 000 000 $       | 2016           |
| Matt Barnes          | SF         | 35         | 12         | 10 188 750 $ sur 3 ans  | 3 542 500 $       | 2016           |
| Vince Carter         | SG         | 38         | 17         | 12 264 057 $ sur 3 ans  | 4 088 019 $       | 2017           |
| Mario Chalmers       | PG         | 29         | 7          | 8 300 000 $ sur 2 ans   | 4 300 000 $       | 2016           |
| Mike Conley, Jr.     | PG         | 28         | 8          | 40 000 000 $ sur 5 ans  | 9 588 426 $       | 2016           |
| James Ennis          | SF         | 25         | 1          | 2 332 826 $ sur 3 ans   | 845,059 $         | 2017           |
| Marc Gasol           | C          | 30         | 7          | 113 211 750 $ sur 5 ans | 19 689 000 $      | 2020           |
| JaMychal Green       | PF         | 25         | 1          | 1 959 785 $ sur 3 ans   | 845,059 $         | 2017           |
| Jeff Green           | SF         | 29         | 7          | 35 200 000 $ sur 4 ans  | 9 200 000 $       | 2016           |
| P. J. Hairston       | SG         | 23         | 1          | 2 350 000 $ sur 2 ans   | 1 201 440 $       | 2016           |
| Ryan Hollins         | C          | 31         | 9          | Contrat de 10 jours     | 55,722 $          | 10 jours       |
| Jarell Martin        | PF         | 21         | 0          | 2 517 000 $ sur 2 ans   | 1 230 840 $       | 2019           |
| Zach Randolph        | PF         | 34         | 14         | 20 000 000 $ sur 2 ans  | 9 638 555 $       | 2017           |
| Brandan Wright       | PF         | 28         | 7          | 17 129 640 $ sur 3 ans  | 5 464 000 $       | 2018           |
| Joueurs coupés       |            |            |            |                         |                   |                |
| Jamaal Franklin      | SG         | 24         | 2          | -                       | 163,296 $         | -              |
| Ryan Hollins         | C          | 31         | 9          | -                       | 66,867 $          | -              |
| Ryan Hollins         | C          | 31         | 9          | -                       | 16,034 $          | -              |
| Fab Melo             | C          | 25         | 1          | -                       | 437,080 $         | -              |
| Russ Smith           | PG         | 24         | 1          | -                       | 845,059 $         | -              |
| Contrats de 10 jours |            |            |            |                         |                   |                |
| Ryan Hollins         | C          | 31         | 9          | -                       | 55,722 $          | -              |
| Elliot Williams      | SG         | 26         | 3          | -                       | 55,722 $          | -              |
|                      |            |            |            |                         |                   |                |
| Total                | Total      | Total      | Total      | Total                   | 82 901 539 $      | Différence     |
| Salary Cap           | Salary Cap | Salary Cap | Salary Cap | Salary Cap              | 70 000 000 $      | - 12 901 539 $ |
| Luxury Tax           | Luxury Tax | Luxury Tax | Luxury Tax | Luxury Tax              | 84 700 000 $      | 1 798 461 $    |

- 2016 = Joueurs qui peuvent quitter le club à la fin de cette saison.

## Transferts

### Échanges
| Juin            | Juin | Juin                                                                                     | Juin                    |
| --------------- | --- | ---------------------------------------------------------------------------------------- | ----------------------- |
| 24 juin 2015    | Échange à deux équipes | Échange à deux équipes                                                                   | Échange à deux équipes  |
| 24 juin 2015    | Vers Magic d'Orlando - Droits sur Jānis Timma (60e choix de la draft 2013) | Vers Grizzlies de Memphis - Luke Ridnour                                                 | [ 2 ]                   |
| 25 juin 2015    | Échange à deux équipes | Échange à deux équipes                                                                   | Échange à deux équipes  |
| 25 juin 2015    | Vers Grizzlies de Memphis - Matt Barnes | Vers Hornets de Charlotte - Luke Ridnour                                                 | [ 3 ]                   |
| 25 juin 2015    | Échange à deux équipes |                                                                                          |                         |
| 25 juin 2015    | Vers Suns de Phoenix - Jon Leuer | Vers Grizzlies de Memphis - Droits sur le 44e choix de la draft 2015 : Andrew Harrison   | [ 4 ]                   |
| Février         | |                                                                                          |                         |
| 16 février 2016 | Échange à trois équipes | Échange à trois équipes                                                                  | Échange à trois équipes |
| 16 février 2016 | Vers Grizzlies de Memphis - P. J. Hairston (de Charlotte) - Chris Andersen (de Miami) - Second tour de draft 2017 (de Miami - protégé) - Second tour de draft 2018 (de Charlotte) - Second tour de draft 2019 (de Brooklyn via Charlotte) - Second tour de draft 2019 (de Boston via Miami - protégé) | Vers Hornets de Charlotte - Courtney Lee (de Memphis) - Cash considerations (de Memphis) | [ 5 ]                   |
| 16 février 2016 | Vers Grizzlies de Memphis - P. J. Hairston (de Charlotte) - Chris Andersen (de Miami) - Second tour de draft 2017 (de Miami - protégé) - Second tour de draft 2018 (de Charlotte) - Second tour de draft 2019 (de Brooklyn via Charlotte) - Second tour de draft 2019 (de Boston via Miami - protégé) | Vers Heat de Miami - Brian Roberts (de Charlotte)                                        | [ 5 ]                   |

### Joueurs qui re-signent
| Date       | Joueur     | Contrat                                                                     | Référence |
| ---------- | ---------- | --------------------------------------------------------------------------- | --------- |
| 13 juillet | Marc Gasol | Contrat de 113 200 000 $ sur 5 ans (Option joueur pour la saison 2019-2020) | [ 6 ]     |

#### Options joueur et équipe
| Date       | Joueur       | Option                                                                     |
| ---------- | ------------ | -------------------------------------------------------------------------- |
| 27 octobre | Jordan Adams | Memphis exerce son option d'équipe de 1 470 000 $ pour la saison 2016-2017 |

### Arrivés

#### Via draft
| Date       | Joueur        | Draft                          | Contrat                                                                         | Provenance    | Référence |
| ---------- | ------------- | ------------------------------ | ------------------------------------------------------------------------------- | ------------- | --------- |
| 10 juillet | Jarell Martin | Draft 2015, Tour 1, choix n°25 | Contrat de 2 520 000 $ sur 3 ans (Option d’équipe pour les saisons 2017 à 2019) | Tigers de LSU | [ 7 ]     |

#### Via agent libre
| Date        | Joueur          | Contrat                           | Provenance                      | Référence |
| ----------- | --------------- | --------------------------------- | ------------------------------- | --------- |
| 9 juillet   | Brandan Wright  | Contrat de 17 100 000 $ sur 3 ans | Suns de Phoenix                 | [ 8 ]     |
| 29 décembre | Ryan Hollins    | Contrat de 850,000 $ sur 1 an     | Suns de Phoenix                 | [ 9 ]     |
| 8 janvier   | Elliot Williams | Contrat de 10 jours               | Warriors de Santa Cruz D-League | [ 10 ]    |
| 21 janvier  | Ryan Hollins    | Contrat de 10 jours               | Grizzlies de Memphis            | [ 11 ]    |
| 1er février | Ryan Hollins    | Second contrat de 10 jours        | Grizzlies de Memphis            | [ 12 ]    |

#### Via Trade
| Date        | Joueur ou tour(s) de draft                                                                          | Provenance           |
| ----------- | --------------------------------------------------------------------------------------------------- | -------------------- |
| 24 juin     | Luke Ridnour                                                                                        | Magic d'Orlando      |
| 25 juin     | Matt Barnes                                                                                         | Hornets de Charlotte |
| 26 juin     | Droits sur Andrew Harrison                                                                          | Suns de Phoenix      |
| 10 novembre | Mario Chalmers James Ennis                                                                          | Heat de Miami        |
| 16 février  | P. J. Hairston Second tour de draft 2018 Second tour de draft 2019 (de Brooklyn)                    | Hornets de Charlotte |
| 16 février  | Chris Andersen Second tour de draft 2017 (si 31-40) Second tour de draft 2019 (de Boston, si 56-60) | Heat de Miami        |

### Départs

#### Via agent libre
| Date       | Joueur       | Contrat                                                                    | Vers ¹              | Référence |
| ---------- | ------------ | -------------------------------------------------------------------------- | ------------------- | --------- |
| 13 juillet | Kosta Koufos | Contrat de 32 900 000 $ sur 4 ans (Option joueur pour la saison 2018-2019) | Kings de Sacramento | [ 13 ]    |

¹ Il s'agit de l’équipe pour laquelle le joueur a signé après son départ, il a pu entre-temps changer d'équipe ou encore de pays.

#### Via Trade
| Date        | Joueur                    | Vers                 |
| ----------- | ------------------------- | -------------------- |
| 24 juin     | Droits sur Jānis Timma    | Magic d'Orlando      |
| 25 juin     | Luke Ridnour              | Hornets de Charlotte |
| 26 juin     | Jon Leuer                 | Suns de Phoenix      |
| 10 novembre | Jarnell Stokes Beno Udrih | Heat de Miami        |
| 16 février  | Courtney Lee              | Hornets de Charlotte |

#### Via Waived
| Date         | Joueur                                        | Commentaire                                               |
| ------------ | --------------------------------------------- | --------------------------------------------------------- |
| 24 septembre | Patrick Christopher                           | Libéré                                                    |
| 6 octobre    | Dan Nwaelele                                  | Non retenu dans l'équipe après les camps d’entraînements  |
| 7 octobre    | Michael Holyfield                             | Non retenu dans l'équipe après les camps d’entraînements  |
| 24 octobre   | Sampson Carter Yakhouba Diawara Lazeric Jones | Non retenus dans l'équipe après les camps d’entraînements |
| 26 octobre   | Ryan Hollins                                  | Libéré                                                    |
| 29 décembre  | Russ Smith                                    | Libéré                                                    |
| 7 janvier    | Ryan Hollins                                  | Libéré                                                    |